# تايلور (لاعب كريكت)
تايلور (1790 بإنجلترا في المملكة المتحدة - ) (بالإنجليزية: Taylor)‏ هو لاعب كريكت بريطاني. لعب مع نادي مارليبون للكريكت ‏.